# IC 1954
IC 1954 — галактика типу SBb (компактна витягнута галактика) у сузір'ї Годинник.
Цей об'єкт міститься в оригінальній редакції індексного каталогу.